# Mariko
Mariko Muranaka（麻里子、Mariko Cello 1982年7月14日 - ）は、女性チェリスト、パフォーマンスアーティスト、Vanilla Moodのメンバー、そして作曲家。レコーディングやクラシック音楽等の演奏の時は座って演奏するが、舞台では立ってパフォーマンスもするスタンディングチェリスト。日本人初のシルク・ドゥ・ソレイユのミュージシャン。マドンナ、ハンス・ジマー、Two Steps From Hellのソロミュージシャンでもある。東京芸術大学卒業。

## 来歴
- 1982年7月14日、福岡県北九州市小倉に生まれる。
- 4歳の時にヴァイオリンとピアノ、8歳の時にチェロを始める。
- 都立武蔵高等学校を卒業後、東京芸術大学のチェロ科に入学。
- 在学中から、クラシック演奏のみならずミュージカル「レ・ミゼラブル」や様々なレコーディング・音楽テレビにて演奏の仕事を行い、Vanilla MoodとしてNHKのレギュラー番組出演を経て、sonic grooveよりCDデビュー。
- バンドとしてライブやイベントを各地で行い、日経CNBCのコマーシャルに出演。2007年 - 2008年、ニッポン放送のインターネットラジオ「Suono Dolce」「TOKYO AFTER6」のDJをソロで1年半務めた。
- 個人活動をするようになってから、レコーディングでのキャリアを日本のトップである今野均グループなどにて行い、2013年、デビュー以来所属していた事務所を退社。Vanilla Moodも事実上の活動休止。
- 2013年、全世界を対象としたオーディションの中から選ばれ[1]、日本人初のシルク・ドゥ・ソレイユのミュージシャンとして、マイケル・ジャクソン：ザ・イモータル・ワールドツアーにて、世界中のアリーナにてパフォーマンスをした。マイケル・ジャクソンのサポートミュージシャンらが11人いる中、無伴奏による自作のSoloをオンステージで務め、「Beat it」ではギタリストとの演奏バトルを行う 。このツアーは合計4大陸、27カ国、141都市のアリーナにて501公演行われ、371億円を越える売り上げ、370万人の観客という全米最大のツアーの一つとなった。
- 2014年から、ビルボードメインストリームロック部門で2位を獲得したSTARSETの北米ツアー、ヨーロッパツアーにてソロチェリストとして参加。
- その後、シルク・ドゥ・ソレイユの創設者、ギー・ラリベルテに声をかけられ、2015年からアメリカ合衆国ネバダ州ラスベガスで[2]14年以上の歴史をもつシルク・ドゥ・ソレイユ常設公演、Zumanityにてオンステージパフォーマンスを1000回以上行う。公演を観に来ていたエアロスミスのフロントマン、スティーヴン・タイラーから直々に賛辞を受けた。
- 現在の拠点はラスベガスだが、世界各地で演奏活動をしている。
- 2016 年、マドンナとスティーヴィー・ワンダーと共にビルボードアワード公演にてプリンストリビュート演奏を行った。
- 2018年、シルク・ドゥ・ソレイユのラスベガス常設公演Zumanityを卒業し、アメリカのロックバンドStarsetのソロチェリストとして東京ZeppにてL'Arc〜en〜Cielのボーカリストhydeのソロプロジェクトとコラボレーションライブを行う。
- 2019年-2020年、MadonnaのワールドツアーMadame X Tourにソロチェリストとして、アメリカとヨーロッパの劇場にてパフォーマンスを行なった。ローリングストーンオンラインマガジンにてハイライトミュージシャンとして紹介される[3]。

2023年、映画作曲家 ハンス・ジマーのヨーロッパライブツアーにソリストとして参加。8月からはTwo Steps From Hellのソリストとして世界最大級のメタル音楽フェスティバル ヴァッケン・オープン・エアにTwo Steps From Hellのソリストとしてパフォーマンスを務め、秋からヨーロッパツアーにてアリーナツアーを行った。

## 人物
- ぽてと（ヨークシャー・テリア）、vivi（チワワ）、そしてchipとdaleという名前のウサギを飼っている。
- Starsetとのツアーではチェロとヴァイオリンを、Zumanityではチェロとヴィブラフォンを演奏している。

## Discography
- 2012年11月1日：アルバム「Feelin' The Sky」

| 曲目                                                          | 作曲                   | 編集            |
| ------------------------------------------------------------- | ---------------------- | --------------- |
| Feelin' The Sky [ニッポン放送「ニッポン食紀行」テーマソング」 | Mariko                 | 葉山拓亮        |
| Iris' HEAVEN                                                  | Mariko                 | 葉山拓亮        |
| 恋は魔術師                                                    | M.Falla/Mariko         | Mariko/葉山拓亮 |
| Rain Drops Dance                                              | Mariko                 | Mariko/葉山拓亮 |
| BLUE MOON                                                     | Mariko                 | Mariko/葉山拓亮 |
| 熊ん蜂の飛行                                                  | Rimsky-Korsakov/Mariko | Mariko/葉山拓亮 |
| marble liquid...                                              | 葉山拓亮               | Mariko/葉山拓亮 |
| 讃歌 Op.57                                                    | J.Klengel              | Mariko/葉山拓亮 |

- 2016年8月：アルバム「Pieces of A Dream」

| 曲目                   | 作曲   | 編集                   |
| ---------------------- | ------ | ---------------------- |
| Pieces of A Dream      | Mariko | Mariko/Space Bulldozer |
| Gemstone               | Mariko | Fire Drop              |
| The Sound of Turquoise | Mariko | -                      |
| Birth                  | Mariko | Fire Drop              |
| Ancient Flame          | Mariko | Takashi Uetsuki        |

- CD には入っていないがYouTube、SoundCloud等でリリースされている曲

| 曲目                  | 作曲        | 編曲      |
| --------------------- | ----------- | --------- |
| Expression            | Mariko      | Fire Drop |
| “Time” from Inception | Hans Zimmer | Fire Drop |

## ライヴ、ツアー参加、TV
- Madonna
- Hans Zimmer
- Starset
- Michael Jackson the Immortal World Tour
- Zumanity
- Adele
- 情熱大陸SPECIAL LIVE SUMMER TIME BONANZA 2011
- Two Steps From Hell
- Dune 2
- SONGS
- Music Fair
- Rock in Rio USA
- PON!
- お昼ですよ!ふれあいホール
- CoreyTyler
- Eagles
- Journey
- Carrie Underwood

## レコーディング参加
- 椎名林檎
- 葉加瀬太郎
- さだまさし
- 西野カナ
- SPEED
- 河村隆一(LUNA SEA)
- INORAN(LUNA SEA)
- Tourbillon
- 加山雄三
- 久保田利伸
- テゴマス
- 嵐
- 玉置浩二
- 八代亜紀
- 華原朋美
- SOPHIA
- キマグレン
- Miwa
- MINMI
- 八反安未果
- 中ノ森文子
- 郷ひろみ
- J Soul Brothers
- E-girls
- ALI PROJECT
- 水樹奈々
- T.M.Revolution
- Lead
- 和田アキ子
- ももいろクローバーZ
- THE ALFEE
- 宝塚歌劇団
- テレビアニメ　『イナズマイレブン』
- 映画『ウルトラマン』
- 映画『進撃の巨人』